# Curraize
Die Curraize ist ein Fluss in Frankreich, der im Département Loire in der Region Auvergne-Rhône-Alpes verläuft. Sie entspringt an der Gemeindegrenze von Chazelles-sur-Lavieu und Verrières-en-Forez, entwässert generell in östlicher Richtung durch die historische Provinz Forez und mündet nach rund 22 Kilometern im Gemeindegebiet von Précieux als linker Nebenfluss in die Mare.
Im Unterlauf quert der Fluss die Bahnstrecke Clermont-Ferrand–Saint-Just-sur-Loire, die parallel verlaufende Départementsstraße D8, sowie den Canal du Forez.

## Orte am Fluss
- Les Poizats, Gemeinde Verrières-en-Forez
- Vanel, Gemeinde Chazelles-sur-Lavieu
- Lavieu
- Saint-Georges-Haute-Ville
- Précieux